# Ptosima embrikstrandina
Ptosima embrikstrandina es una especie de escarabajo joya del género Ptosima, de la subfamilia Polycestinae, orden Coleoptera.

## Distribución
Se distribuye por la región indomalaya.

## Taxonomía
Fue descrita por Obenberger en 1936.